# Synanthedon citrura
Synanthedon citrura is een vlinder uit de familie wespvlinders (Sesiidae), onderfamilie Sesiinae.
Synanthedon citrura is voor het eerst wetenschappelijk beschreven door Meyrick in 1927. De soort komt voor in het Afrotropisch gebied.